# Josep Gener Solanes
Josep Gener Solanes (Reus, 1806 - Madrid, 1868) va ser un polític i economista català.
Fill de família humil, estudià a Reus les primeres lletres i adquirí coneixements de llatí. Als 16 anys, el 1822, participava en una companyia de teatre d'aficionats on també hi havia Josep Maria Gras, que destinava els diners dels beneficis a la Milícia Nacional. En caure el sistema liberal marxà a Madrid, des d'on, després d'un breu pas per l'exèrcit per motius de subsistència, s'exilià a París, on va participar en els aixecaments revolucionaris de 1830 i de juliol de 1832, motiu pel qual va haver de fugir a Londres. Amb l'amnistia de 1833 tornà a Reus, on dirigí el Partit Progressista, format pels elements més populars i democràtics provinents ideològicament de la Tertúlia Patriótica de 1820. Santasusagna explica que aquell mateix any, va formar un petit grup d'actors diletants que van representar al Teatre de les Comèdies l'obra "El Marquesito", escrita per ell mateix i on actuava de protagonista. El juliol de 1835, quan la crema de convents a Reus, va intentar dissuadir un grup d'unes vuitanta persones que es dirigien al convent de Sant Francesc per cremar-lo. El van agredir i fins i tot van disparar-li diversos trets, però en va sortir il·lès. El mateix any, desplaçat a Barcelona, va ser col·laborador del periòdic El Propagador de la libertad. Des de les pàgines de El Vapor es va declarar un fervent republicà. El 1836 intentà a Reus fer proclamar la Constitució de 1812, i, detingut, passà a la Presó de Pilats a Tarragona, d'on fou alliberat en poc temps pels seus amics. Cap al 1840 va fer un gir ideològic, s'afilià al Partit Moderat i es casà amb una marquesa viuda. Més tard es feu membre de la Unió Liberal. Havia aconseguit cap al 1839 que el govern de Madrid cedís l'ex-convent de sant Francesc a la ciutat per tal de dedicar-lo a centre d'ensenyament.
En 1859 era diputat a Corts per Reus, i va fer gestions per tal que la línia fèrria de València a Barcelona passés per Reus. Va ser, quan ja vivia a Madrid, director general de loteries i de la casa de la Moneda. Morí a Madrid el 1868.
La ideologia de la seva primera època queda recollida en l'opuscle España y el ministerio Ofalia, que va publicar a Madrid el 1838. Publicà també, quan era director general de la Casa de la Moneda, unes Memorias sobre reforma del sistema monetario. Madrid: Imprenta Nacional, 1861-1862.